# Rhopalimorpha alpina
Rhopalimorpha alpina är en insektsart som beskrevs av Woodward 1953. Rhopalimorpha alpina ingår i släktet Rhopalimorpha och familjen taggbärfisar. Inga underarter finns listade i Catalogue of Life.